# 松蔭寺 (沼津市)

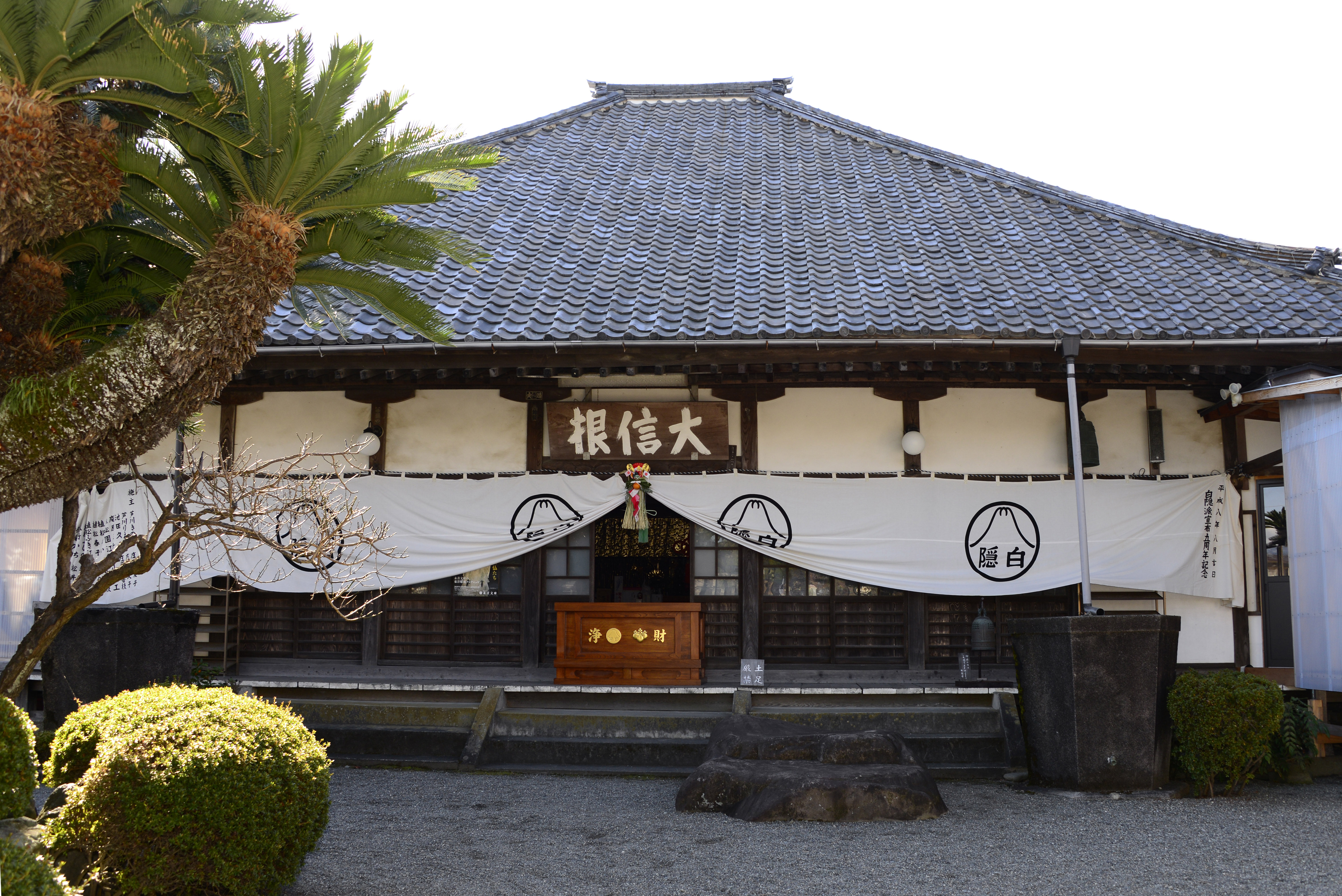
本堂

松蔭寺（しょういんじ）は、静岡県沼津市原にある臨済宗系の寺院。往時の東海道原宿東町に当たり、白隠慧鶴所縁の寺として知られ、白隠さんの名前で親しまれている。

## 歴史

### 創建
1279年（弘安2年）鎌倉円覚寺無学祖元の流れを汲む天祥西堂が開山したと言われている。その後荒廃したが、1615年（元和元年）徳川家康の天下統一後寺院の統制が図られ、この地域は禅宗の妙心寺により系列化された。
1624年（寛永元年）沼津大聖寺の大瑞宗育が京都妙心寺を本山、興津清見寺を中本山とする本末関係を結び、再興した。
1649年（慶安2年）10月17日徳川家光から高十四石六斗五升の朱印状を下賜され、原宿 (東海道)の禅宗寺院として公許された。

### 白隠禅師登場後
松蔭寺がその名を全国に知られるようになったのは臨済宗中興の祖である白隠慧鶴が住職になってからである。
駿河原宿（現沼津市原）の商家・長澤家に生まれた白隠（幼名：岩次郎）は、1699年（元禄12年）、15歳で松蔭寺3世単嶺住職の元で得度し、慧鶴と名付けられた。
その後慧鶴が諸国を雲水修行中、慧鶴の兄弟子である透鱗が松蔭寺4世となったが寺務に失敗し逐電したため、寺は荒れ果てたまま無住となっていた。
松蔭寺檀家や家族の意向もあり、慧鶴は1716年（享保元年）末に原宿に戻り、1717年（享保2年）正月に入寺、翌1718年（享保3年）に白隠と号し正式に松蔭寺5世住職に就任した。
白隠の名声が高まるにつれ松蔭寺には門弟が集い、数百人に及ぶ大集団を形成した。1768年（明和5年）白隠が当寺で病没すると、門弟の遂翁元盧がこれを継いだ。
大正期には同じく白隠所縁の三島市龍沢寺住職として同寺の再興に努めていた山本玄峰が松蔭寺住職も兼任した。門弟中島玄奘の代に松蔭寺は妙心寺派から独立し、単立として白隠宗と称した。現在の住職は宮本圓明。
白隠禅師の遺体は死後分骨され、原の松蔭寺、三島の龍澤寺、富士比奈の無量寺に埋葬され塔所が建てられた。

## 文化財

### 国の登録有形文化財

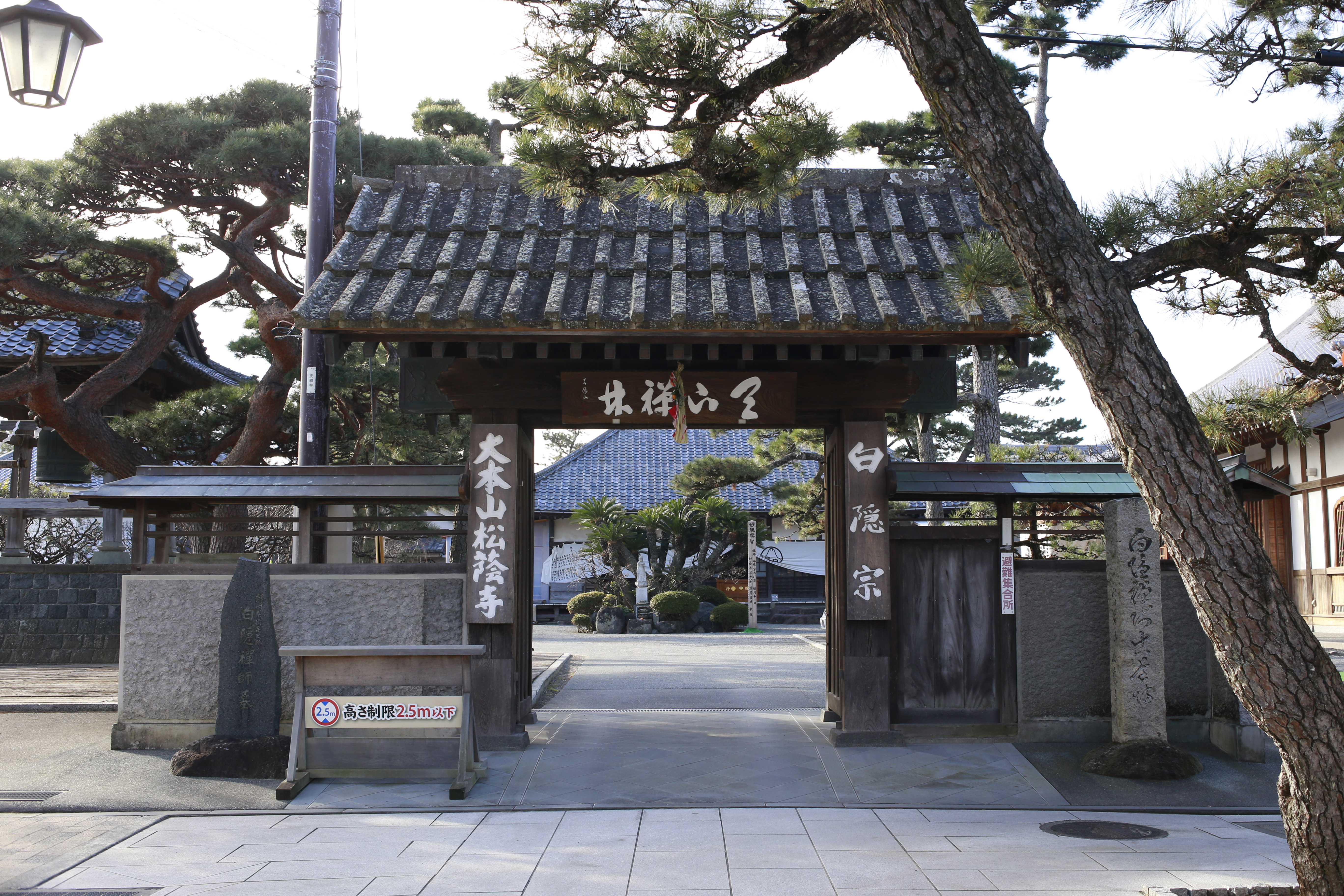
山門

#### 松蔭寺山門
2016年（平成28年）8月1日指定の有形文化財（建造物）。石瓦葺が特徴の木造、切妻造りの平屋建ての門。石瓦は幅約30センチ、長さ約1メートルのものを1面3段18列計54枚、裏表合わせて108枚で葺かれている。寺伝では、白隠禅師の考案とされていたが、後の調査で江戸文政期の時代に作られたものと分かった。この地方では類を見ないものである。　

### 静岡県指定文化財

#### 科註妙法蓮華經
1955年（昭和30年）4月19日指定の有形文化財（典籍）。元禄3年刊、白隠手訳本で、全8巻10冊から成る。

#### 白隠禅師自画像
1972年（昭和47年）7月2日指定の有形文化財（絵画）。白隠の高弟の東嶺が妙心第一座に転位のときに白隠が2枚の自画像を描き、1枚は東嶺に与えたが、1776年（安永5年）に火事で焼失した。のちに残りの1枚を東嶺が発見し、自画像の由来を書いて寺に伝えたものが現存する。

#### 白隠禅師墓
1954年（昭和29年）1月30日指定の史跡。本堂裏の墓地に進むと、3基の無縫塔があり、向かって左側が白隠のものである。
白隠は1768年（明和5年）12月11日に84歳で入寂し、火葬された。かつては築山の上に無縫塔が並んでいたことが知られている。その後、台風による松の倒木等で墓石が損傷したことなどから、補修・改葬されている。周囲には歴代住職や雲水の墓石が多数並んでいる。なお、白隠の墓は三島市龍澤寺、富士市竹採公園（旧無量寺跡）にもある。

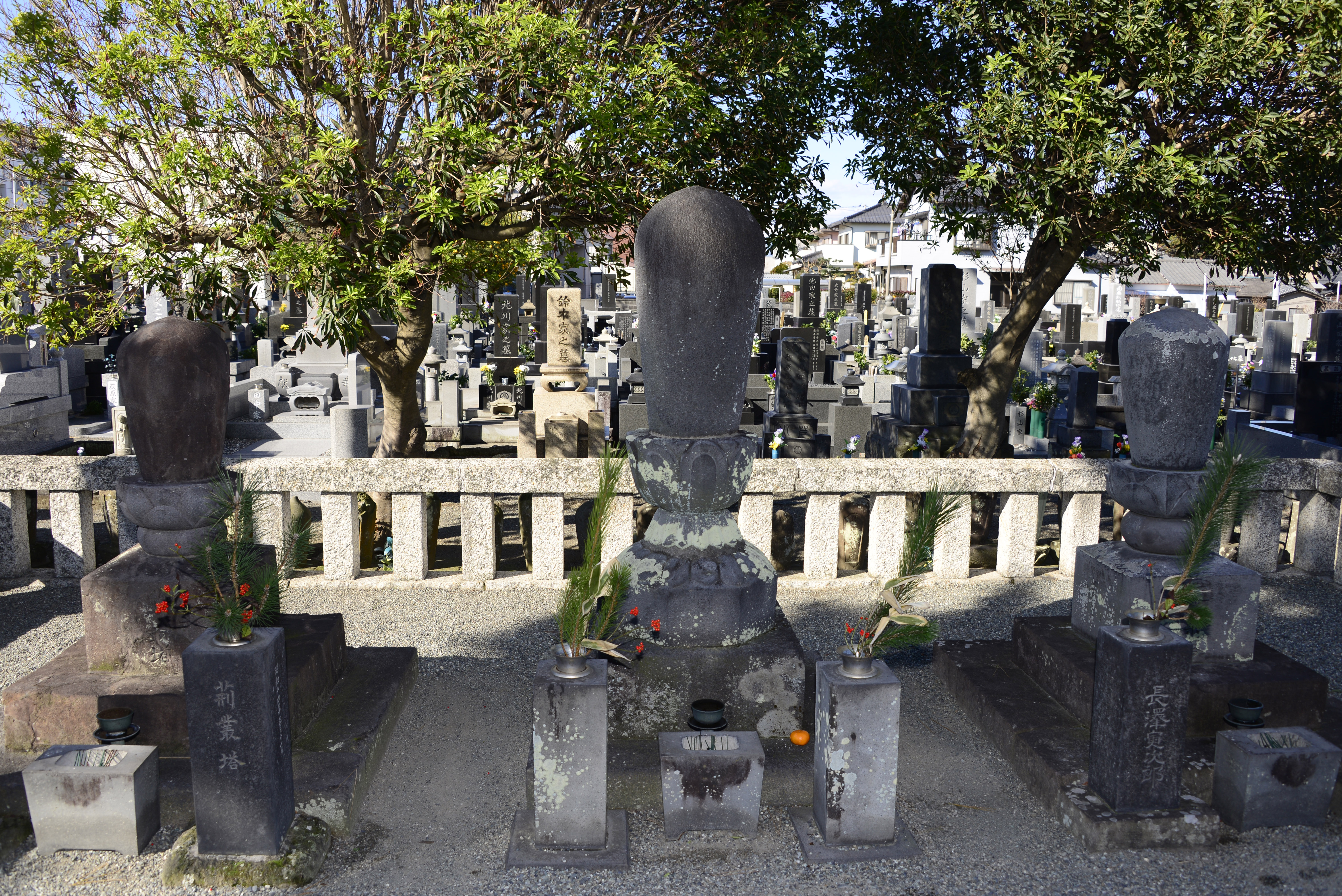
白隠禅師の墓（写真左）
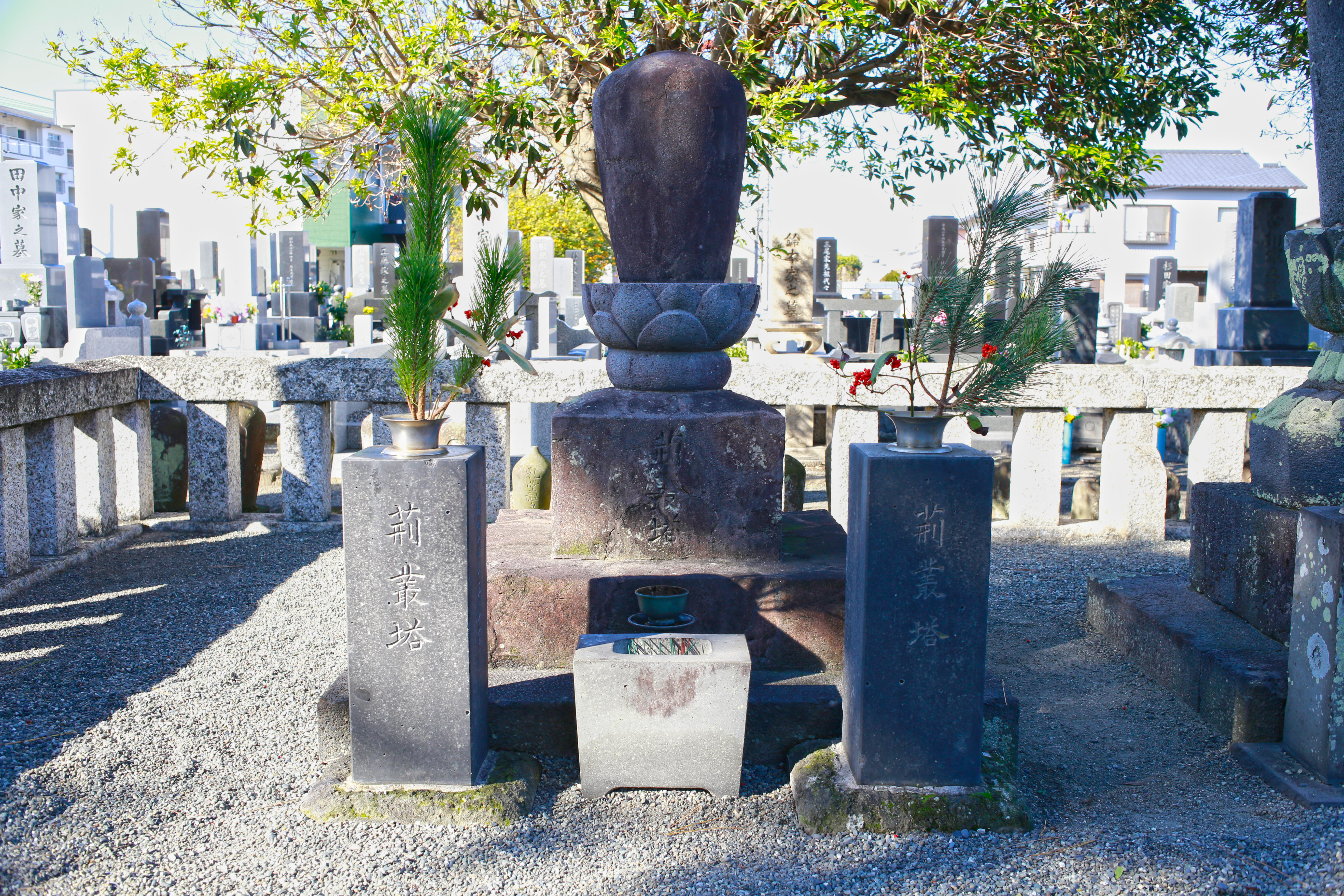
白隠禅師の墓
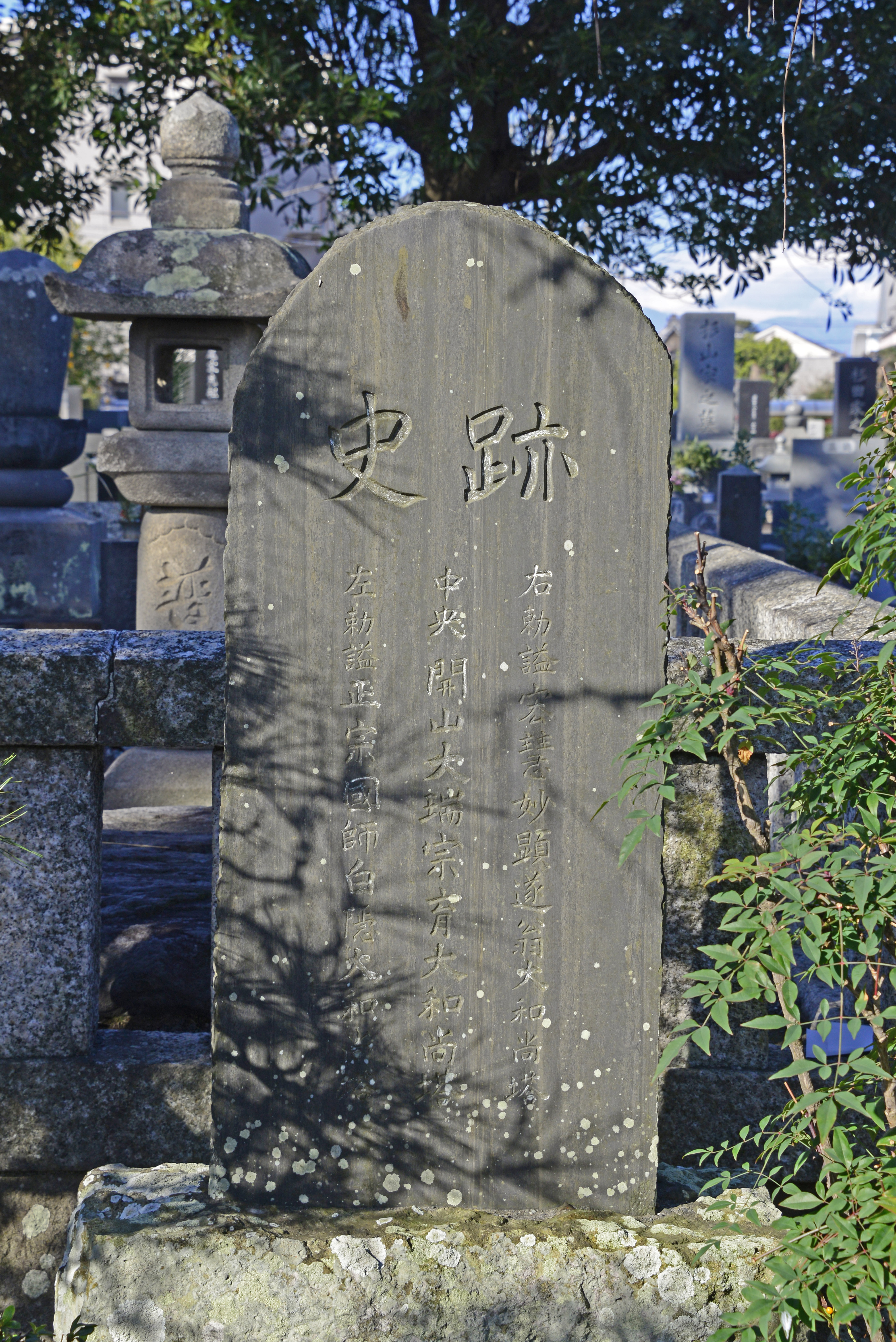
白隠禅師の墓史跡石碑
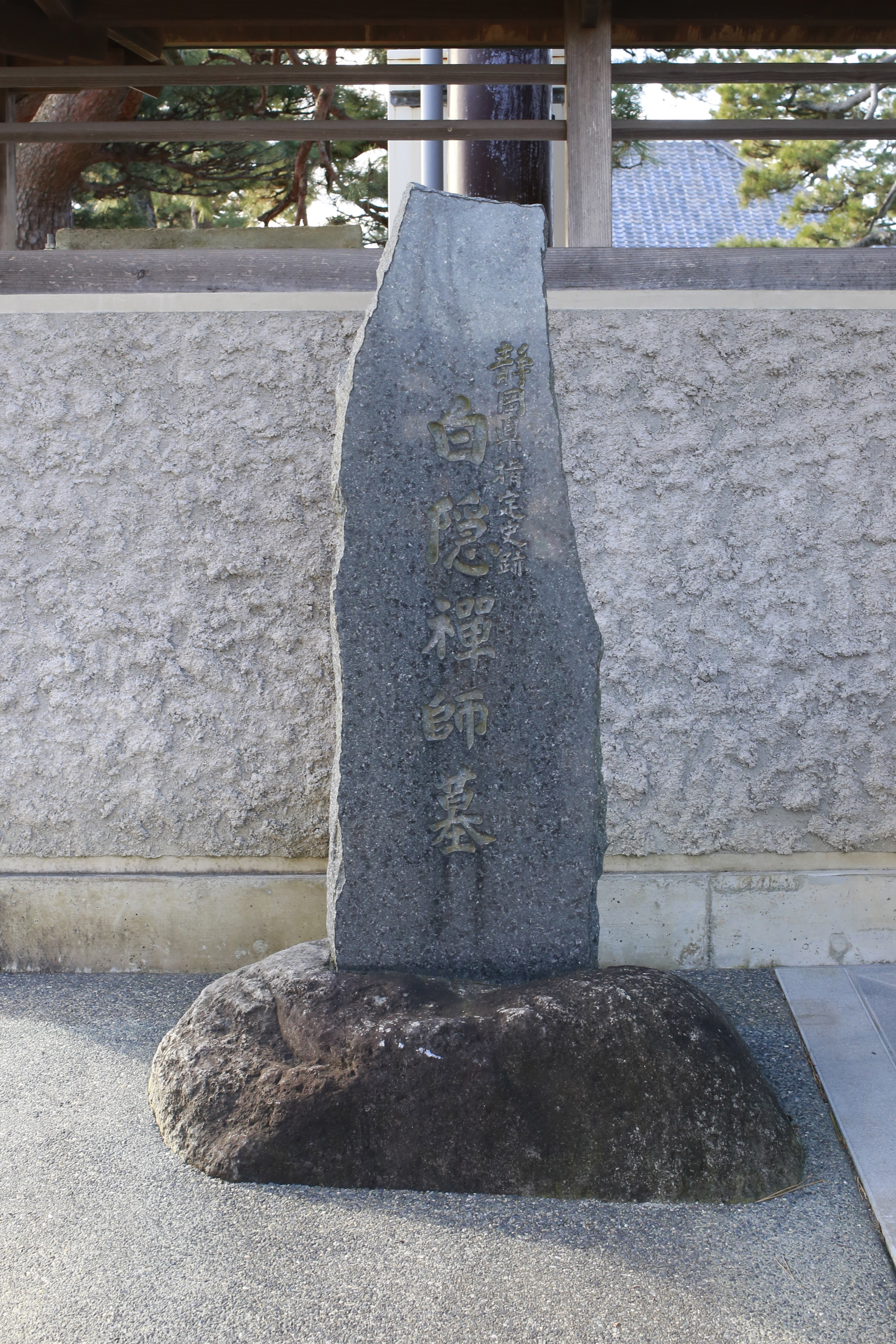
白隠禅師の墓（静岡県指定史跡石碑）

### 市指定文化財

#### 木造白隠禅師坐像
晩年の白隠禅師をモデルにした彫刻と言われ、見開いた大きく力強い両眼が特徴である。1769年（明和6年）に制作され、寸法は、総高104センチメートル、座高66センチメートル、材料・作成手法は、桧材、寄木作、彩色、玉眼である。2017年3月28日に沼津市有形文化財（彫刻）として指定された。

## 境内

### 白隠の摺鉢松
境内には摺鉢を被った黒松があった。岡山藩主池田継政は参勤交代を終えて東海道を下る途中、当寺に白隠を訪問し所望の品を問うと、ちょうど小僧が割って欠かしていた摺鉢を望んだため、継政は備前焼の大摺鉢を届け、白隠はそれを境内の台風で折れた松の枝の傷口を覆うように被せたという。摺鉢は松脂に接着され、枝から落ちることなく松の成長とともに高さを増し、名所となったが、1985年（昭和60年）、白隠生誕300年を記念して清水焼のものに取り替えられた。2010年（平成22年）9月13日、松が枯れ倒壊の恐れが出たことから伐採された。

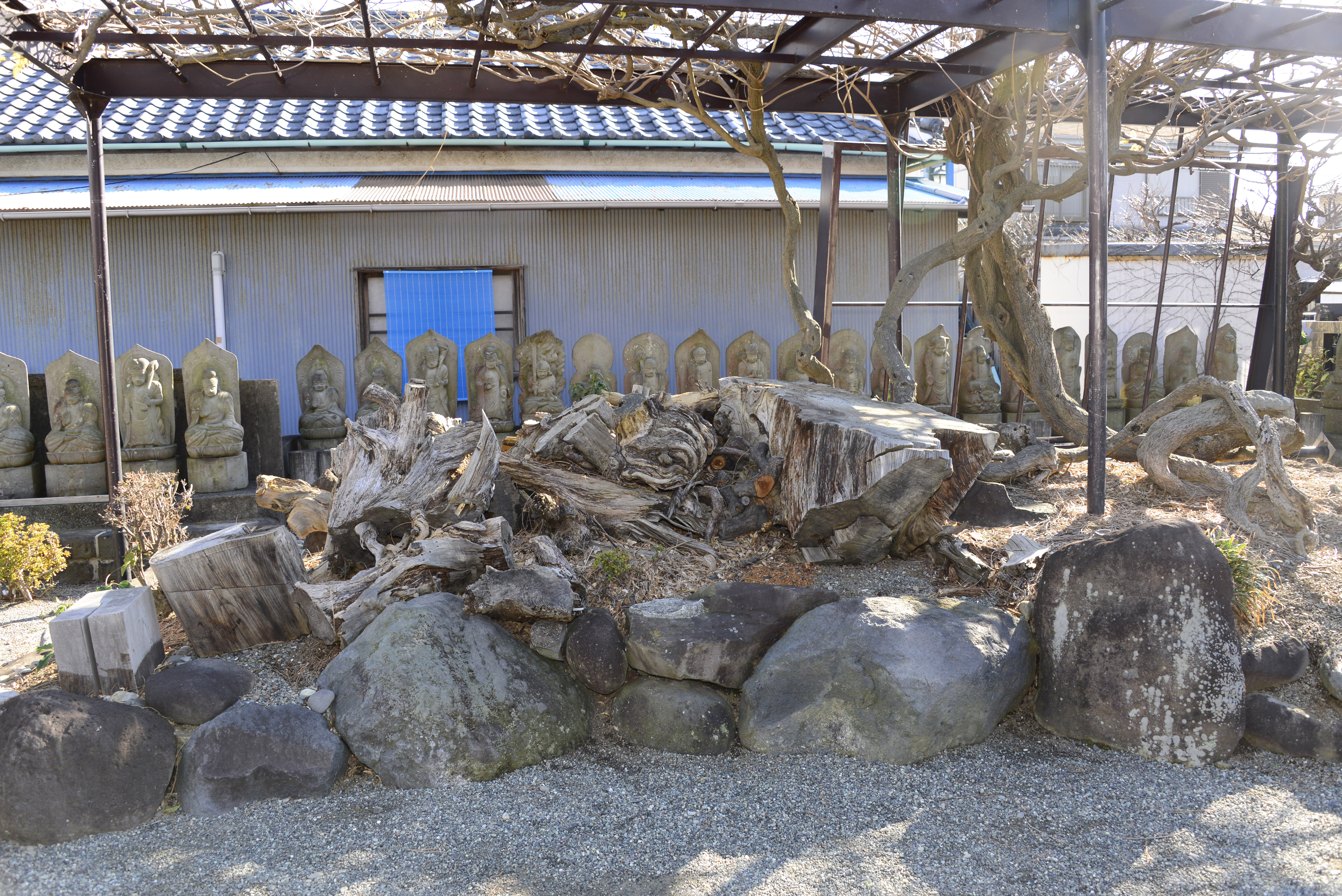
伐採された摺鉢松
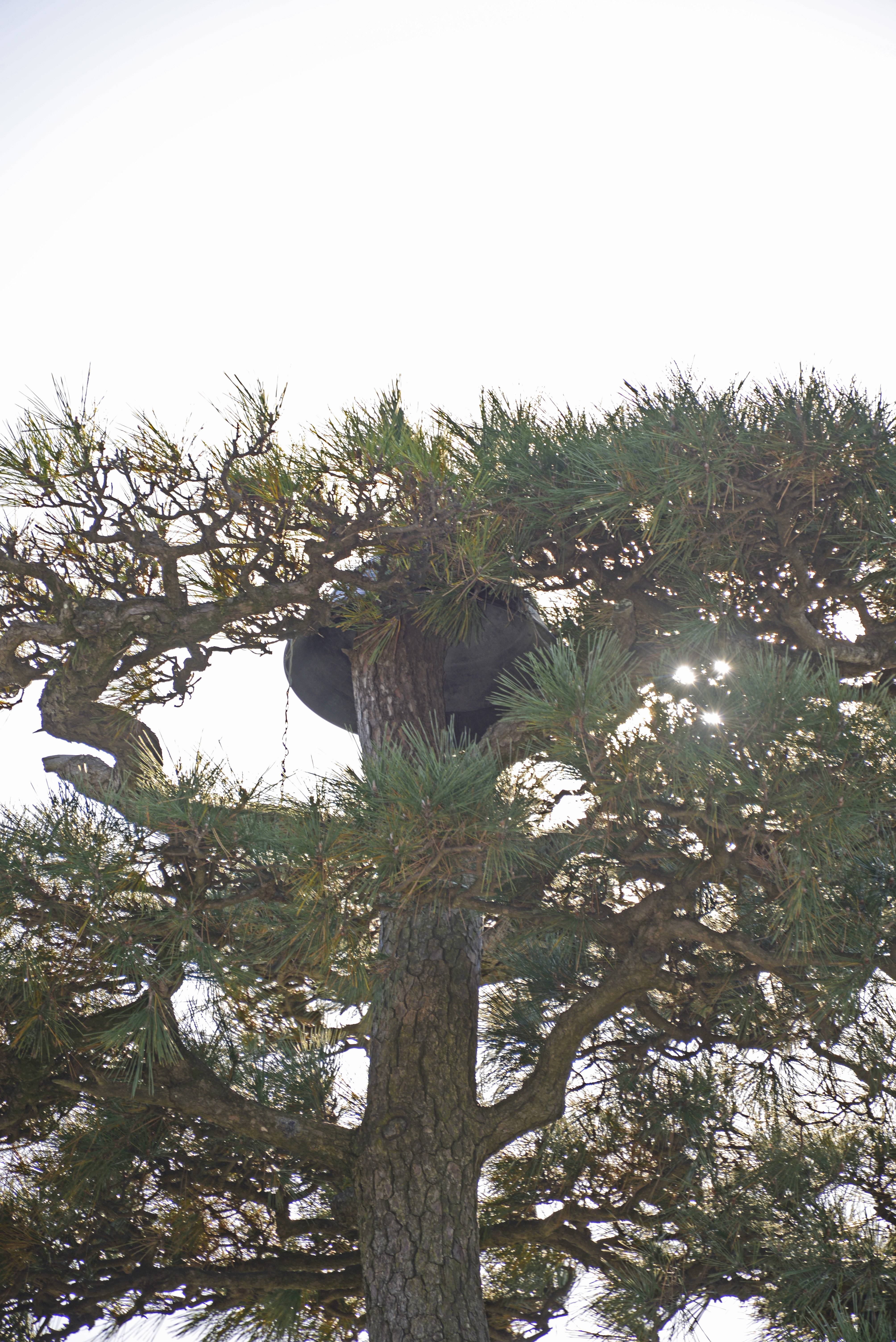
摺鉢松（2019年1月現在）

## アクセス
- 電車：JR東海道本線原駅（徒歩5分）[14]。
  - JR東海道本線原駅から松蔭寺を含む原駅東側エリアは、白隠のみち整備事業として歩道や街路灯が整備されている[15]。

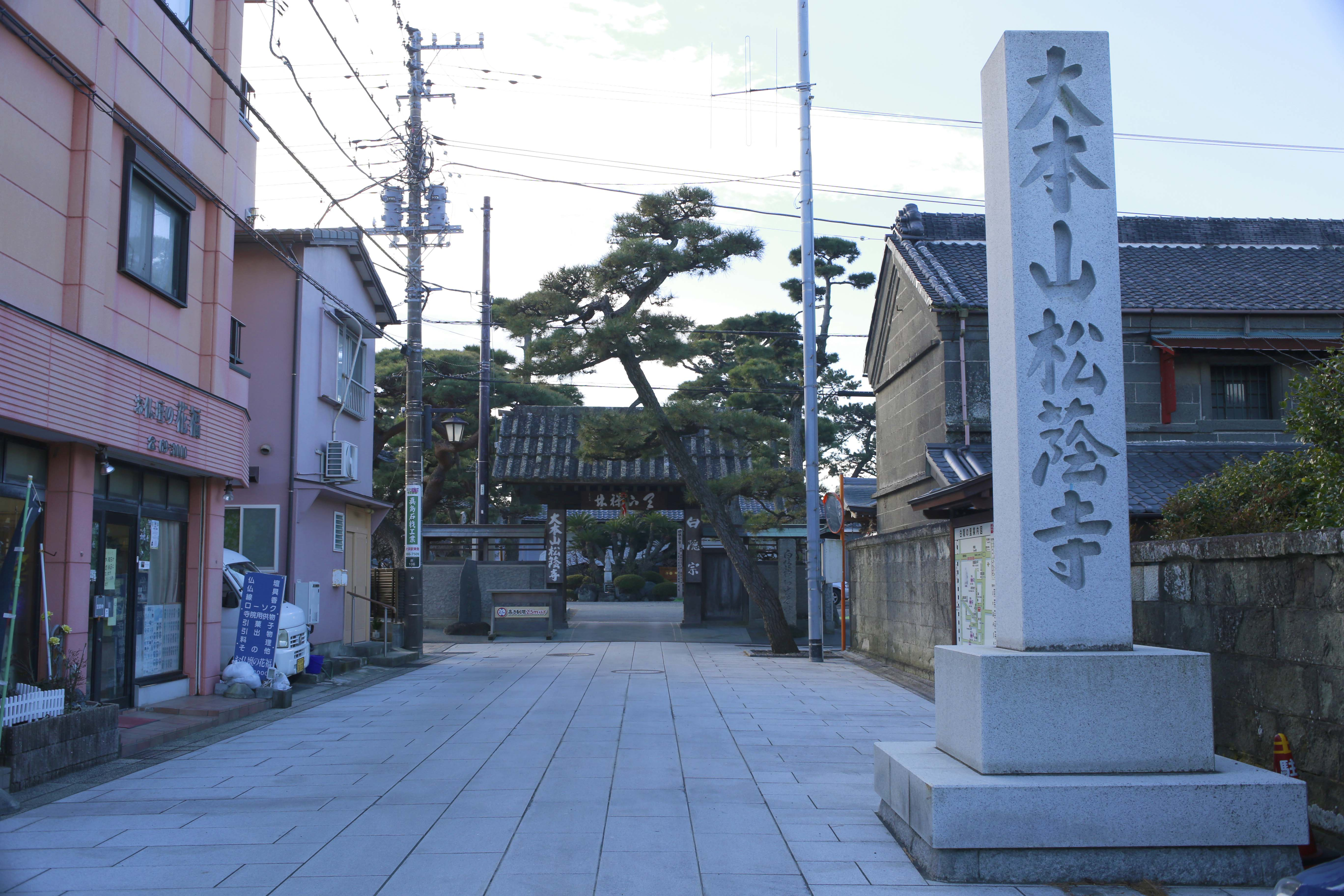
松蔭寺参道
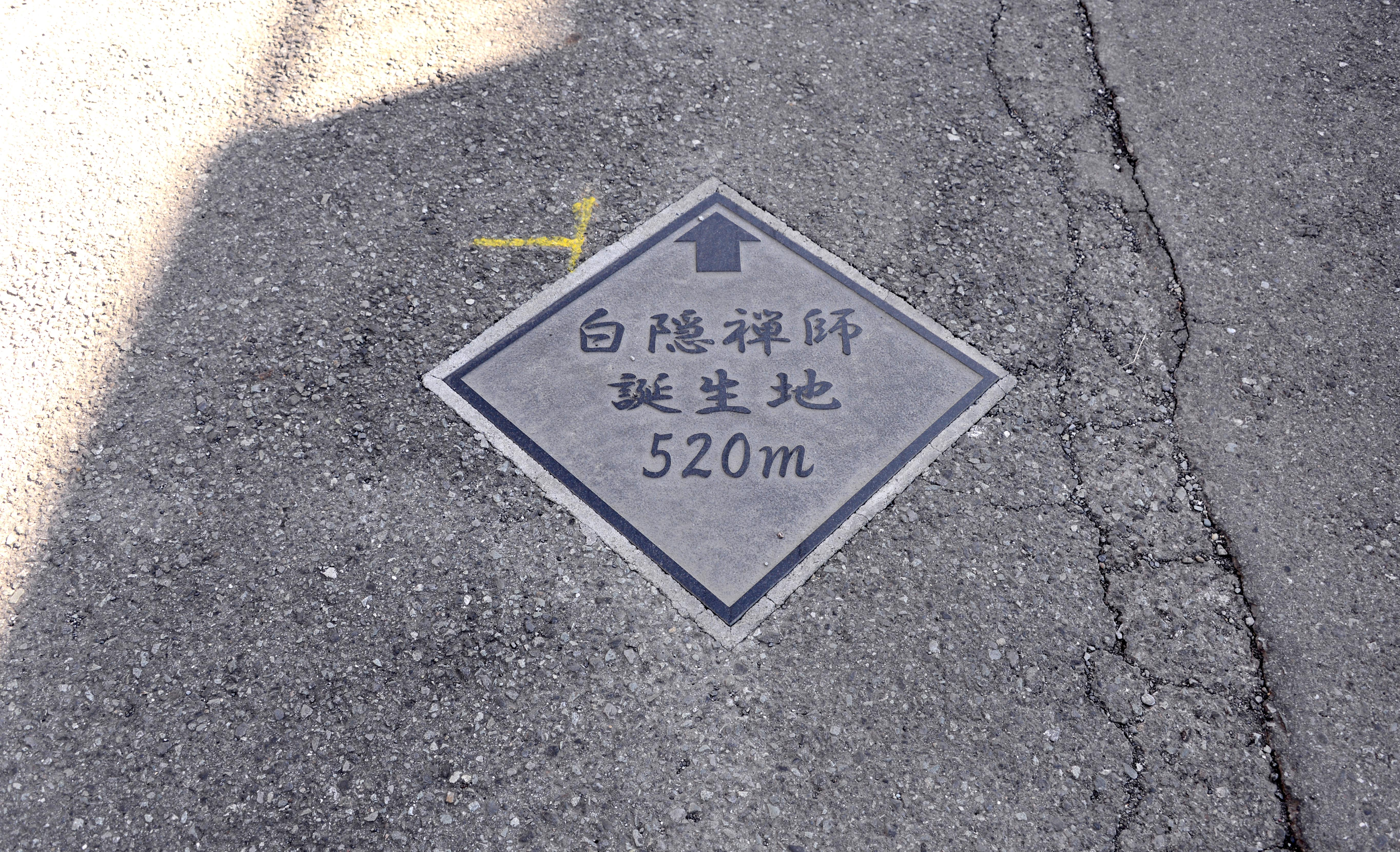
歩道に設置された案内

- バス：富士急シティバス白隠前（徒歩1分）[16]